# Aenictus alluaudi
Aenictus alluaudi é uma espécie de formiga do gênero Aenictus.